# 15745 Yuliya
15745 Yuliya este o planetă minoră (asteroid) din Asteroid Amor. A fost descoperită pe 3 august 1991 la Observatorul La Silla de Eric Walter Elst. 
Obiectul prezintă o orbită caracterizată de o semiaxă mare de 1,7196424 UAi, o excentricitate de 0,255297, o înclinație de 14,42643 ° în raport cu ecliptica.